# Перейра
Вижте пояснителната страница за други значения на Перейра.
Перѐйра (на испански: Pereira) е град в Колумбия. Разположен е в западната част на страната в долината на река Каука, около нейния десен приток Отун. Главен административен център на департамент Рисаралда. Основан е на 30 август 1863 г. Има жп гара и аерогара. Хранително-вкусова промишленост. Център за производство на кафе. Население 576 329 жители от преброяването през 2005 г.

## Личности
Родени
- Сесар Гавирия Трухильо (р.1947), президент на Колумбия от 1990 до 1994 г.